# Hydrelaps darwiniensis
Genre
Espèce
Statut de conservation UICN

 LC  : Préoccupation mineure
Hydrelaps darwiniensis, unique représentant du genre Hydrelaps, est une espèce de serpents de la famille des Elapidae.

## Répartition
Cette espèce marine se rencontre dans les eaux des mangroves du Nord de l'Australie et du Sud de la Nouvelle-Guinée.

## Description
Dans sa description Boulenger indique que le spécimen en sa possession, une femelle, mesure 435 mm dont 43 mm pour la queue. Son dos est annelé de noirâtre et blanc jaunâtre, les anneaux noirs étant plus larges que les blancs. Sa tête est olive foncé tacheté de noir. Son œil est extrêmement petit, d'un diamètre inférieur à la moitié de la distance qui le sépare de la gueule. C'est un serpent marin venimeux.
Le genre Hydrelaps se caractérise par des crochets à venin de taille modérée, un museau court, un corps modérément allongé et faiblement comprimé, des écailles imbriquées...

## Étymologie
Son nom d'espèce, composé de darwin(i) et du suffixe latin -ensis, « qui vit dans, qui habite », lui a été donné en référence au lieu de sa découverte, le port de Darwin dans le Territoire du Nord en Australie.
Le genre Hydrelaps, composé du grec ancien ὕδωρ, hýdôr, « eau », et Elaps un ancien genre de serpents de la famille des Elapidae, a été choisi en référence à l'aspect de ces serpents et leurs mœurs aquatiques.

## Publication originale
- Boulenger, 1896 : Catalogue of the snakes in the British Museum. London, Taylor & Francis, vol. 3, p. 1-727 (texte intégral).